# ألدو دونيلي
ألدو باف تيو دونيلي (بالإنجليزية: Aldo Donelli)‏ الشهير باسم ألدو دونيلي (22 يوليو 1907 - 9 أغسطس 1994) لاعب كرة قدم أمريكي ذو أصول إيطالية راحل كان يجيد اللعب في خط الهجوم.
لعب طوال مسيرته الرياضية في أندية مورغان (1925) كليفلاند سلافيا (1929-1930) كاري سيلفر توبز (1934) هيديلبيرغ (1936) كاسل شانون (1938).
مثل منتخب الولايات المتحدة في مباراتين مسجلا 5 أهداف (1934). شارك مع منتخب الولايات المتحدة في بطولة كأس العالم 1934 في إيطاليا حيث خرج من الدور الثمن النهائي.

## وصلات خارجية
- ألدو دونيلي على موقع الاتحاد الدولي (مؤرشف)  (الإنجليزية)
- ألدو دونيلي على موقع قاعدة بيانات كرة القدم.إي يو (الإنجليزية)
- ألدو دونيلي على موقع ناشيونال فوتبول تيمز (الإنجليزية)
- ألدو دونيلي على موقع Soccerway.com (الإنجليزية)
- ألدو دونيلي على موقع عالم كرة القدم.نت (الإنجليزية)
- هذا سيرة ذاتية